# Epinotia albangulana
Epinotia albangulana es una especie de polilla del género Epinotia, categorizada en la tribu Eucosmini, de la subfamilia Olethreutinae.

## Distribución
Se distribuye por América del Norte: Estados Unidos, en el estado de California.

## Taxonomía
Fue descrita por Walsingham en 1879.
Tratamiento taxonómico
La especie aparece registrada y publicada en Illust. typical Specimens Lepid. Heterocera Colln. Br. Mus 4: 40.